# Wasserturm Essen-Bredeney

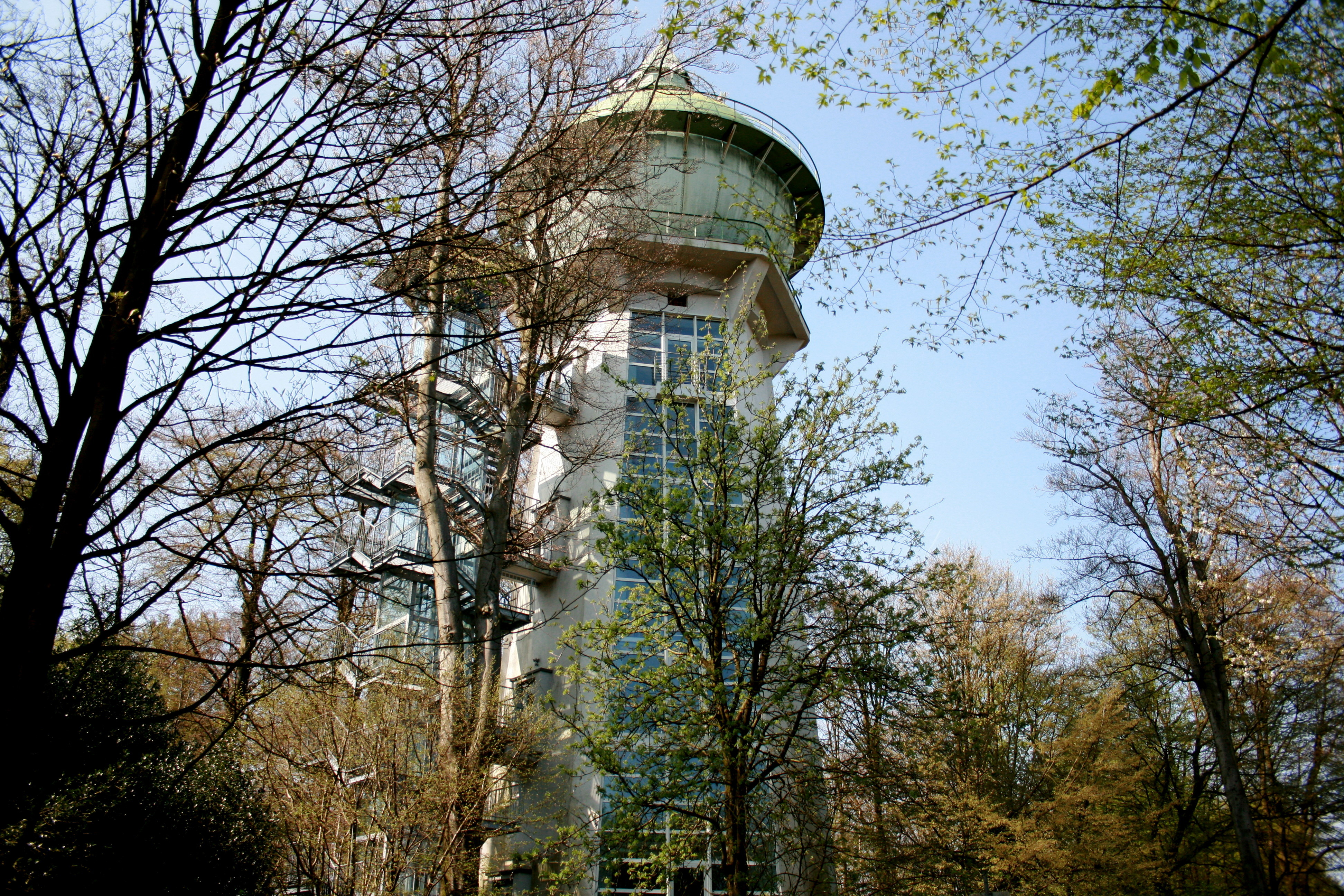
Wasserturm Essen-Bredeney

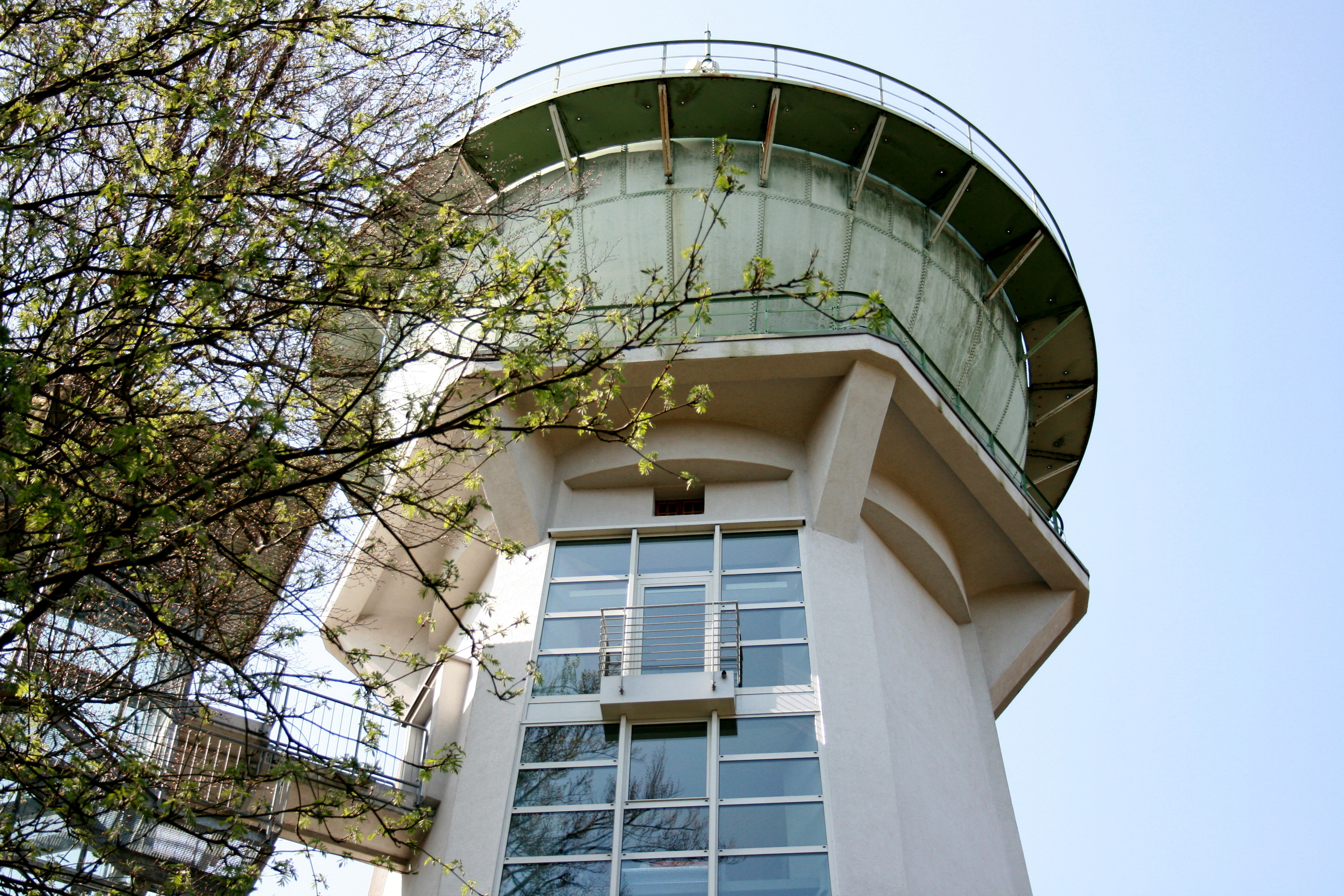
Hochwasserbehälter mit Umlauf

Der Wasserturm in Essen-Bredeney ist ein stillgelegter und unter Denkmalschutz stehender Wasserturm im südlichen Essener Stadtteil Bredeney.

## Geschichte und Beschreibung
Der 31 Meter hohe Wasserturm wurde 1921 auf dem höchsten geografischen Punkt in Bredeney (233 m ü. NN) am Walter-Sachsse-Weg errichtet und diente der Trinkwasserversorgung.
Der Turm wurde auf einem sechseckigen Grundriss als Eisenbeton-Skelett errichtet, verjüngt sich nach oben und endet mit einem Umlauf mit Geländer auf massiven Konsolen. Darüber ist ein kugelförmiger, schmiedeeiserner Hochwasserbehälter nach Bauart des Stahlbau-Unternehmens Aug. Klönne aufgesetzt, der an seinem größten Umfang einen zweiten Umlauf mit Geländer besitzt.
Im August 1990 wurde der Wasserbehälter ohne den Turmschaft unter Denkmalschutz gestellt. 1997 ging der stillgelegte Wasserturm in Privatbesitz über und wurde bis 2002 zu Wohnzwecken mit Büroräumen auf neun Etagen umgebaut. Dabei wurde eine der sechs Außenwände durch eine Glasfassade ersetzt und ein ebenfalls gläserner Treppen- und Aufzugsturm angesetzt.
Die Initiative Deutschland – Land der Ideen zeichnete den Wasserturm 2013 aus, um eine weitere Idee für die Stadt von morgen hervorzuheben.